# 西北地區市鎮列表
西北地區市鎮列表列出加拿大西北地區下轄的24個市鎮。西北地區是加拿大人口最多的地區，據2016年加拿大人口普查統計人口數達41,786人，同時也是加拿大陸地面積第二大的地區，面積達1,143,794平方公里。西北地區下轄的24個市鎮總計只佔該地區陸地面積的0.2%，但有高達95.8%的區域人口居住於這些市鎮之中。
依據2003年通過修正施行的《市鎮村法令》（Cities, Towns and Villages Act，簡稱）、《村鎮法令》（Hamlets Act）以及《特許社區法令》（Charter Communities Act，簡稱），西北地區的市、鎮、村、村鎮及特許社區（Charter Community）五種類型的市鎮之定義為「位於市鎮政府治區內的自治建制團體，即是能夠成立並持續運行的自治建制團體」；2004年通過施行的《提利丘社區政府法令》（Tilcho Community Government Act，簡稱）則將社區也視為市鎮的一種。目前，地區首府耶洛奈夫是西北地區下轄的24個市鎮中唯一的市，辛普森堡則是唯一的鎮。其餘22個市鎮中，3個市鎮是特許社區、4個是提利丘人的社區政府、4個是鎮，其他的11個市鎮則皆為村鎮。
目前西北地區最大和最小的市鎮分別為雷索盧申堡和加美提，面積分別為455.22平方公里和9.19平方公里；人口數最多和最少的市鎮則分別為耶洛奈夫和薩克斯港，人口數分別為19,569人（占地區總人口數達46.8%）和103人。

## 簡介

### 市
任何地區皆可依《市鎮村法令》的規定，透過該地至少25名選民聯署申請或在西北地區市政和社區事務部長部長的指示下建立市制；除部分特殊情況以外，要建立市制的地區土地估值必須至少達2億元。目前西北地區唯一的市即為地區首府耶洛奈夫，面積105.47平方公里、人口數達19,569人。

### 鎮
任何地區皆可依《市鎮村法令》的規定，透過該地至少25名選民聯署申請或在西北地區市政和社區事務部部長的指示下建立鎮制；除部分特殊情況以外，要建立鎮制的地區土地估值必須至少達5000萬元。
目前西北地區共有4個鎮，其中最大和最小的鎮分別為黑河和因紐維克，面積分別為133.15平方公里和62.48平方公里；人口數最多和最少者則分別為黑河和諾曼韋爾斯，人口數分別為3,528人和778人。

### 村
任何地區皆可依《市鎮村法令》的規定，透過該地至少25名選民聯署申請或在西北地區市政和社區事務部部長的指示下建立村制；除部分特殊情況以外，要建立鎮制的地區土地估值必須至少達1000萬元。
目前西北地區唯一的村為地區首府辛普森堡，面積78.32平方公里、人口數為1,202人。

### 村鎮
任何地區皆可依《村鎮法令》的規定，透過該地至少25名選民聯署申請或在西北地區市政和社區事務部部長的指示下建立村鎮制。此外與市、鎮及村不同，要建立村鎮制的地區並沒有土地估值之底線限制。
目前西北地區共有11個村鎮，其中最大和最小的村鎮分別為雷索盧申堡和圖克托亞圖克，面積分別為455.22平方公里和14.0平方公里；人口數最多和最少者則分別為圖克托亞圖克和薩克斯港，人口數分別為898人和103人。

### 特許社區
任何地區皆可依《特許社區法令》的規定，透過該地至少25名選民聯署申請並有60%的社區居民贊成，或是在西北地區市政和社區事務部部長的指示下建立特許社區。
目前西北地區共有3個特許社區，其中最大和最小的特許社區分別為迪林和德望堡，面積分別為79.44平方公里和47.25平方公里；人口數最多和最少者則分別為迪林和齊格奇克，人口數分別為533人和172人。

### 社區政府
目前共有4個社區政府依《提利丘社區政府法令》的規定成立，其中最大和最小的社區政府分別為別喬克和加美堤，面積分別為75.17平方公里和9.19平方公里；人口數最多和最少者則分別為別喬克和魏威提，人口數分別為1,874 人和129人。

## 市鎮列表
| 名稱         | 類型               | 建制日期       | 數據來源：2016年加拿大人口普查 | 數據來源：2016年加拿大人口普查 | 數據來源：2016年加拿大人口普查 | 數據來源：2016年加拿大人口普查 | 數據來源：2016年加拿大人口普查 |
| 名稱         | 類型               | 建制日期       | 人口數 （2016年）              | 人口數 （2011年）              | 變動幅度                       | 面積（平方公里）               | 人口密度（人/平方公里）        |
| ------------ | ------------------ | -------------- | ------------------------------ | ------------------------------ | ------------------------------ | ------------------------------ | ------------------------------ |
| 阿克拉維克   | 村鎮               | 1974年1月1日   | 590                            | 633                            | −6.8%                          | 14.47                          | 40.8                           |
| 別喬克       | 社區政府（提利丘） | 2005年8月4日   | 1,874                          | 1,926                          | −2.7%                          | 75.17                          | 24.9                           |
| 迪林         | 特許社區           | 1993年4月1日   | 533                            | 472                            | +12.9%                         | 79.44                          | 6.7                            |
| 因特普萊斯   | 村鎮               | 2007年10月29日 | 106                            | 99                             | +7.1%                          | 286.89                         | 0.4                            |
| 德望堡       | 特許社區           | 1995年4月1日   | 516                            | 515                            | +0.2%                          | 47.25                          | 10.9                           |
| 利亞德堡     | 村鎮               | 1987年4月1日   | 500                            | 536                            | −6.7%                          | 68.38                          | 7.8                            |
| 麥克弗森堡   | 村鎮               | 1986年11月1日  | 700                            | 792                            | −11.6%                         | 53.39                          | 13.1                           |
| 普羅維登斯堡 | 村鎮               | 1987年1月1日   | 695                            | 734                            | −5.3%                          | 255.05                         | 2.7                            |
| 雷索盧申堡   | 村鎮               | 2011年1月5日   | 470                            | 474                            | −0.8%                          | 455.22                         | 1.0                            |
| 辛普森堡     | 村                 | 1973年1月1日   | 1,202                          | 1,238                          | −2.9%                          | 78.32                          | 15.3                           |
| 史密斯堡     | 鎮                 | 1966年10月1日  | 2,542                          | 2,496                          | +1.8%                          | 92.79                          | 27.4                           |
| 加美堤       | 社區政府（提利丘） | 2005年8月4日   | 278                            | 253                            | +9.9%                          | 9.19                           | 30.3                           |
| 黑河         | 鎮                 | 1963年6月27日  | 3,528                          | 3,606                          | −2.2%                          | 133.15                         | 26.5                           |
| 因紐維克     | 鎮                 | 1979年1月1日   | 3,243                          | 3,463                          | −6.4%                          | 62.48                          | 51.9                           |
| 諾曼韋爾斯   | 鎮                 | 1992年4月12日  | 778                            | 727                            | +7.0%                          | 82.86                          | 9.4                            |
| 波拉圖克     | 村鎮               | 1987年4月1日   | 265                            | 313                            | −15.3%                         | 66.86                          | 4.0                            |
| 薩克斯港     | 村鎮               | 1986年4月1日   | 103                            | 112                            | −8.0%                          | 290.94                         | 0.4                            |
| 齊格奇克     | 特許社區           | 1993年6月21日  | 172                            | 143                            | +20.3%                         | 48.98                          | 3.5                            |
| 圖克托亞圖克 | 村鎮               | 1970年4月1日   | 898                            | 854                            | +5.2%                          | 14.00                          | 64.1                           |
| 圖利塔       | 村鎮               | 1984年4月1日   | 477                            | 478                            | −0.2%                          | 52.12                          | 9.2                            |
| 乌鲁哈克托克 | 村鎮               | 1984年4月1日   | 396                            | 402                            | −1.5%                          | 124.45                         | 3.2                            |
| 魏威提       | 社區政府（提利丘） | 2005年8月4日   | 129                            | 141                            | −8.5%                          | 14.70                          | 8.8                            |
| 華提         | 社區政府（提利丘） | 2005年8月4日   | 470                            | 492                            | −4.5%                          | 59.95                          | 7.8                            |
| 耶洛奈夫     | 市                 | 1970年1月1日   | 19,569                         | 19,234                         | +1.7%                          | 105.47                         | 185.5                          |
| 市鎮總計     | 不適用             | 不適用         | 40,034                         | 40,133                         | −0.2%                          | 2,571.52                       | 15.6                           |
| 地區總計     | 不適用             | 不適用         | 41,786                         | 41,877                         | −0.2%                          | 1,143,793.86                   | 0.04                           |

## 外部連結
- 西北地區市政和社區事務部官網 （页面存档备份，存于） （英文）